# Jagetzow
Jagetzow är en ortsteil i kommunen Völschow i Landkreis Vorpommern-Greifswald i förbundslandet Mecklenburg-Vorpommern i Tyskland.
I Jagetzow fanns ett storgods om 550 hektar omkring två kilometer söder om orten Völschow. 1932 såldes godset till dess landbor.
Godset är känt för att nationalekonomen Karl Rodbertus som dess godsägare bedrev kreatursdrift där.
Namnet är av slaviskt ursprung.

## Källhänvisningar
1. ↑  ”Hauptsatzung der Gemeinde Völschow” (pdf). sid. 1. Arkiverad från originalet den 22 december 2019. https://web.archive.org/web/20191222113104/https://www.jarmen.de/fileadmin/5.Unsere_Gemeinden_und_Ortsrecht/Voelschow/Hauptsatzung_Voelschow.pdf. Läst 15 juli 2020.
2. ↑  ”Gemeinde Völschow” (på tyska). http://www.gemeinde-voelschow.de. Läst 21 februari 2017.  ”1932 wurden die bestehenden Güter Kadow und Jagetzow versiedelt. Beide Dörfer sind Ortsteile von Völschow.”
3. ↑  Berghaus, Heinric (1865). ”Jagetzow” (på tyska). Landbuch des Herzogthums Pommern und des Fürstenthums Rügen. Anklam: Dietze. sid. 62.  ”Die Bevölkerung besteht as den Familien des Gutsherrn und eines Inspectors und aus 13 Tagelöhner-Familien. Vieh-Inventar: 34 Pferde, 56 Rinder, 1622 ganz veredelte Schafe, und 47 Schweine.”